# Hautem-Saint-Liévin
 (février 2017).
Si vous disposez d'ouvrages ou d'articles de référence ou si vous connaissez des sites web de qualité traitant du thème abordé ici, merci de compléter l'article en donnant les références utiles à sa vérifiabilité et en les liant à la section « Notes et références ».
Pour les articles homonymes, voir Liévin (homonymie).
Hautem-Saint-Liévin (ou Hauthem-Saint-Liévin, en néerlandais Sint-Lievens-Houtem) est une commune néerlandophone de Belgique sur le Molenbeek dans le Denderstreek située en Région flamande, dans la province de Flandre-Orientale. La commune résulte de la fusion, survenue en 1977, du village de Sint-Lievens-Houtem avec les villages circonvoisins de Bavegem, Letterhoutem, Vlierzele (à l'exception du quartier de Papegem) et Zonnegem tout comme  une petite partie de la commune de Oombergen comprenant les quartiers de Espenhoek, Cotthem et Hoogveld.

## Sections de la commune
| # | Section             | Superf. (km²) | Habitants (2020) | Habitants par km² | Code INS |
| - | ------------------- | ------------- | ---------------- | ----------------- | -------- |
| 1 | Sint-Lievens-Houtem | 9,61          | 5.073            | 528               | 41048A   |
| 2 | Bavegem             | 3,81          | 1.407            | 369               | 41048B   |
| 3 | Letterhoutem        | 4,62          | 1.208            | 262               | 41048C   |
| 4 | Vlierzele           | 6,23          | 2.132            | 342               | 41048D   |
| 5 | Zonnegem            | 2,78          | 580              | 208               | 41048E   |

## Histoire
La commune tire son nom de saint Liévin, évangélisateur de la région. Celle-ci fut divisée en deux en 976 ; une partie revint à l’abbaye Saint-Bavon de Gand, l’autre échut au pays d’Alost, avec juridiction propre.
Le village était au Moyen Âge un lieu de pèlerinage et le siège d’une importante foire aux bestiaux annuelle (le jaarmarkt). Le pèlerinage de saint Liévin se tenait le lundi de Pâques et commémorait la translation des reliques de saint Liévin du village vers l’abbaye Saint-Bavon. Si le pèlerinage fut supprimé sous Charles Quint par la Concession caroline en 1540, la foire aux bestiaux hivernale, qui se tenait à la Saint-Martin, et son équivalent estival, qui se tenait à la Saint-Pierre, furent maintenus, ainsi qu’il appert des rapports rédigés par le bailli du pays d’Alost. En 2008, le jaarmarkt d’hiver fut reconnu patrimoine immatériel par le ministre flamand de la Culture Bert Anciaux.

## Patrimoine culturel immatériel de l'humanité
La foire annuelle d'Hautem se tient les 11 et 12 novembre de chaque année. Ce marché a été inscrit en novembre 2010 sur la liste du patrimoine culturel immatériel de l'humanité.

## Héraldique
|  | La commune possède des armoiries qui lui ont été octroyées le 24 février 1818, changées le 20 mars 1947 et octroyées à nouveau sans support le 16 juillet 1981. Les nouvelles armoiries sont une combinaison d'éléments représentant les différentes anciennes municipalités. Les premier et quatrième quartiers montrent le lion barré des armoiries précédemment octroyées. Le deuxième quartier représente Zonnegem. Les anciennes armoiries de Zonnegem présentaient un soleil incliné ("zon" en néerlandais) mais les armoiries de la famille Dierickx ont été choisies. La famille a possédé le village de 1642 à 1793. Les troisièmes armoiries montrent les clés des armoiries de Letterhoutem et représentent également Bavegem et Vlierzele car elles appartenaient également à l'Abbaye Saint-Pierre de Gand. Les armoiries de 1947 avaient été octroyées avec le saint patron Saint-Lieven comme support debout derrière le bouclier. Le lion à barres provient des bras de l'abbaye de Saint Bavon à Gand, à laquelle le village appartenait historiquement. Ces armes n'avaient aucune signification historique et présentaient des symboles typiques de l'époque post-révolutionnaire française, un pigeon portant un rameau d'olivier, ainsi que des symboles pour l'agriculture, les épis de blé et les fers à repasser. Blasonnement : https://www.heraldry-wiki.com/heraldrywiki/index.php?title=Sint-Lievens-Houtem Source du blasonnement : Heraldy of the World. |

## Monuments et sites d'intérêt

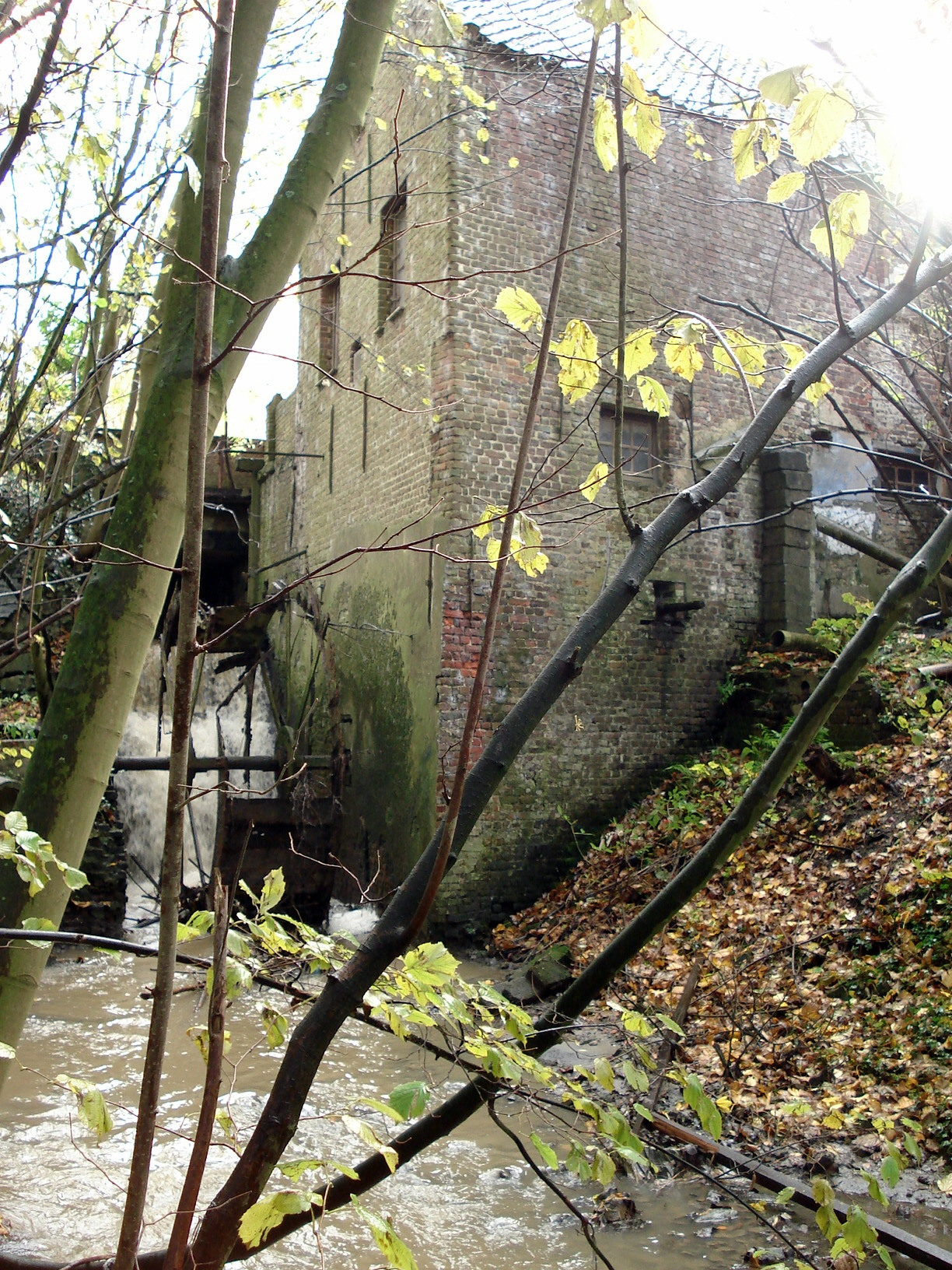
Eilandmolen, moulin à eau sur le Molenbeek.

- L'église Saint-Michel (néerl. Sint-Michielskerk), classée monument historique depuis 1942, se compose, d’une part, d’un chœur de style roman (mais voûté de croisées d’ogives), de deux tourelles flanquantes se dressant de part et d’autre dudit chœur (dont seule la tourelle sud est restée intacte, l’autre, sur le flanc nord, n’ayant conservé que sa base), et d’une petite chapelle latérale, qui datent du XIe ou du XIIe siècle et sont bâtis en grès ; et d’autre part, d’une nef de style classique, à trois vaisseaux de hauteur à peu près égale, et d’un clocher occidental carré, construits en brique en 1776 ; ce dernier couronne une façade occidentale classique à parement de grès. L’intérieur recèle : des fresques baroques ; un mobilier du XIIIe et du XIXe siècle ; des tableaux du XVIIe siècle ; un monument funéraire, en marbre et pierre, de saint Liévin, avec gisant et fresques, datant du XVe siècle ; un trésor, comprenant une châsse de saint Liévin, en bois peint, des XVe et XVIe siècles[3].
- La chapelle Saint-Liévin (néerl. Sint-Lievenskapel ou Sint-Livinuskapel), également monument protégé, remonte à 1640, mais fut restaurée en 1702 et 1953, et remaniée dans un sens néogothique. Un puits à margelle circulaire se trouve tout à côté. Il est dit que la chapelle fut construite à l'endroit où Liévin de Gand serait venu au VIIe siècle[4].
- Non loin du village, sur le ruisseau Molenbeek, se trouve un ancien moulin à eau, dit Eilandmolen, édifié au XIXe siècle, et resté en activité jusqu'en 1959. Sa roue à aubes métallique est toujours en place, quoique fortement attaquée par la rouille. Déjà au Moyen Âge se situait à cet emplacement un moulin à eau appartenant à l'abbaye Saint-Bavon[5].

## Géographie
Hautem-Saint-Liévin se situe dans une région vallonnée (29 à 82 m), que creusent de nombreux ruisseaux (dont p.ex. le Smoorbeek), tous tributaires du Molenbeek, lui-même affluent droit de l’Escaut. L’habitat y est dense.

## Politique

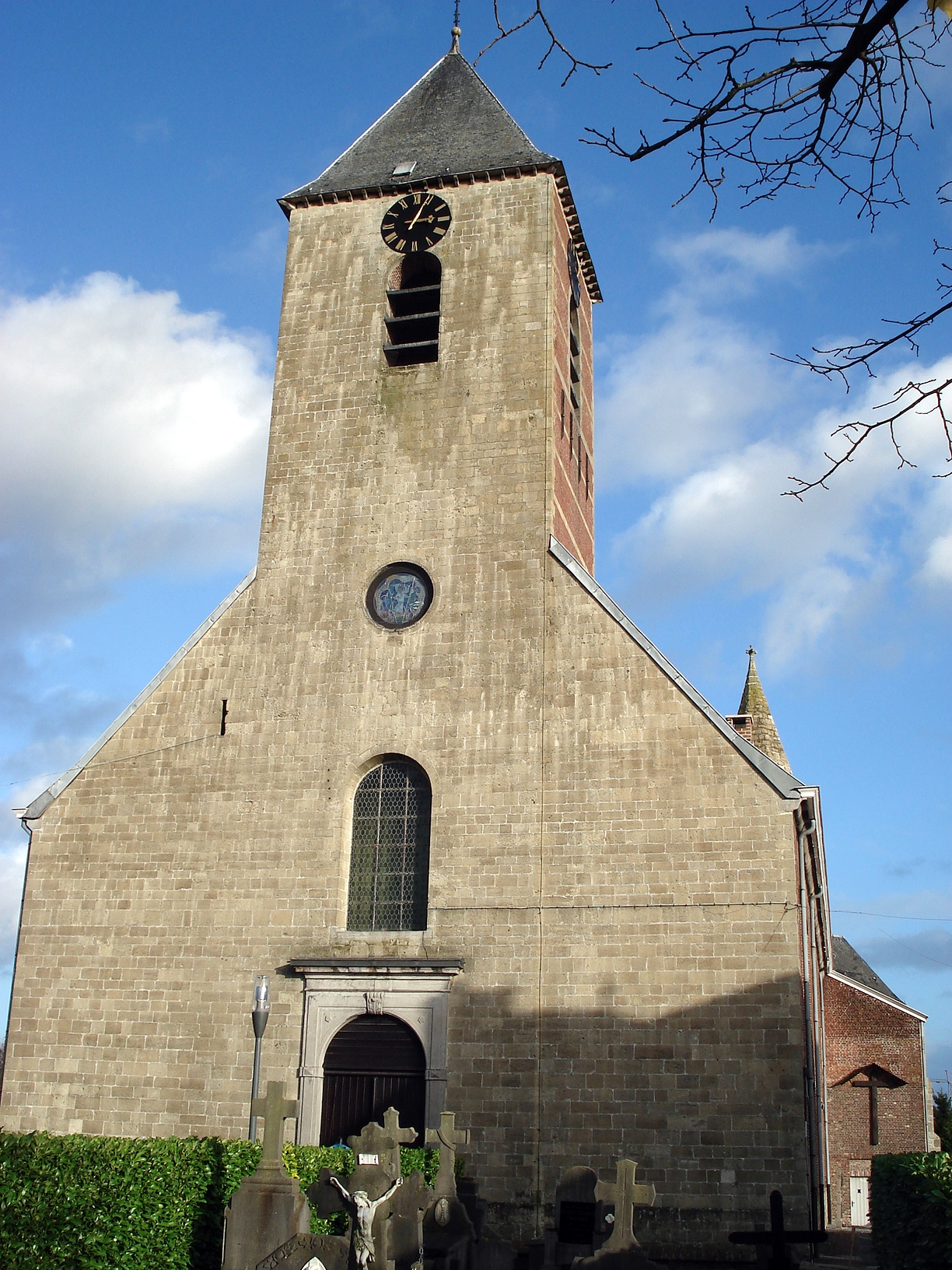
Église Saint-Michel, façade occidentale.

| Sièges communaux          | Sièges communaux | Sièges communaux | Sièges communaux | Sièges communaux | Sièges communaux |         |
| ------------------------- | ---------------- | ---------------- | ---------------- | ---------------- | ---------------- | ------- |
| Partis                    | % 2000           | % 2006           | S. 2000          | S. 2006          | % 2018           | S. 2018 |
| SPA                       | 7,76             | 8,83             | 1                | 1                | 11,90            | 2       |
| VLD                       | 22,98            | 22,25            | 5                | 5                | 15,80            | 3       |
| Groen!                    | -                | 2,55             | -                | 0                | -                | 0       |
| Vlaams Belang             | 4,08             | 8,85             | 0                | 1                | -                | 0       |
| CD&V                      | 20,41            | 19,69            | 5                | 4                | 11,50            | 2       |
| Nieuw Houtem (NIEUWH)     | 38,59            | 37,83            | 10               | 10               | 48,20            | 12      |
| G.B.                      | 4,82             | -                | 0                | -                | -                | 0       |
| VDBM                      | 1,37             | -                | 0                | -                | -                | 0       |
| N-VA                      | -                | -                | 0                | -                | 12,50            | 2       |
| Blancs et voix invalidées | 3,13             | 3,33             | -                | -                | -                | -       |

## Démographie

### Évolution démographique de la commune fusionnée
Graphe de l'évolution de la population de la commune. Les données ci-après intègrent les anciennes communes dans les données avant la fusion en 1977.
- Source : DGS - Remarque: 1831 jusqu'à 1981=recensement; depuis 1990=nombre d'habitants chaque 1er janvier[6]